# Choe Won
Choe Won (최원?, 崔元?; 25 novembre 1992) è un ex calciatore nordcoreano, di ruolo attaccante.

## Carriera

### Nazionale
Ha esordito in nazionale nel 2014.